# Wattímetre

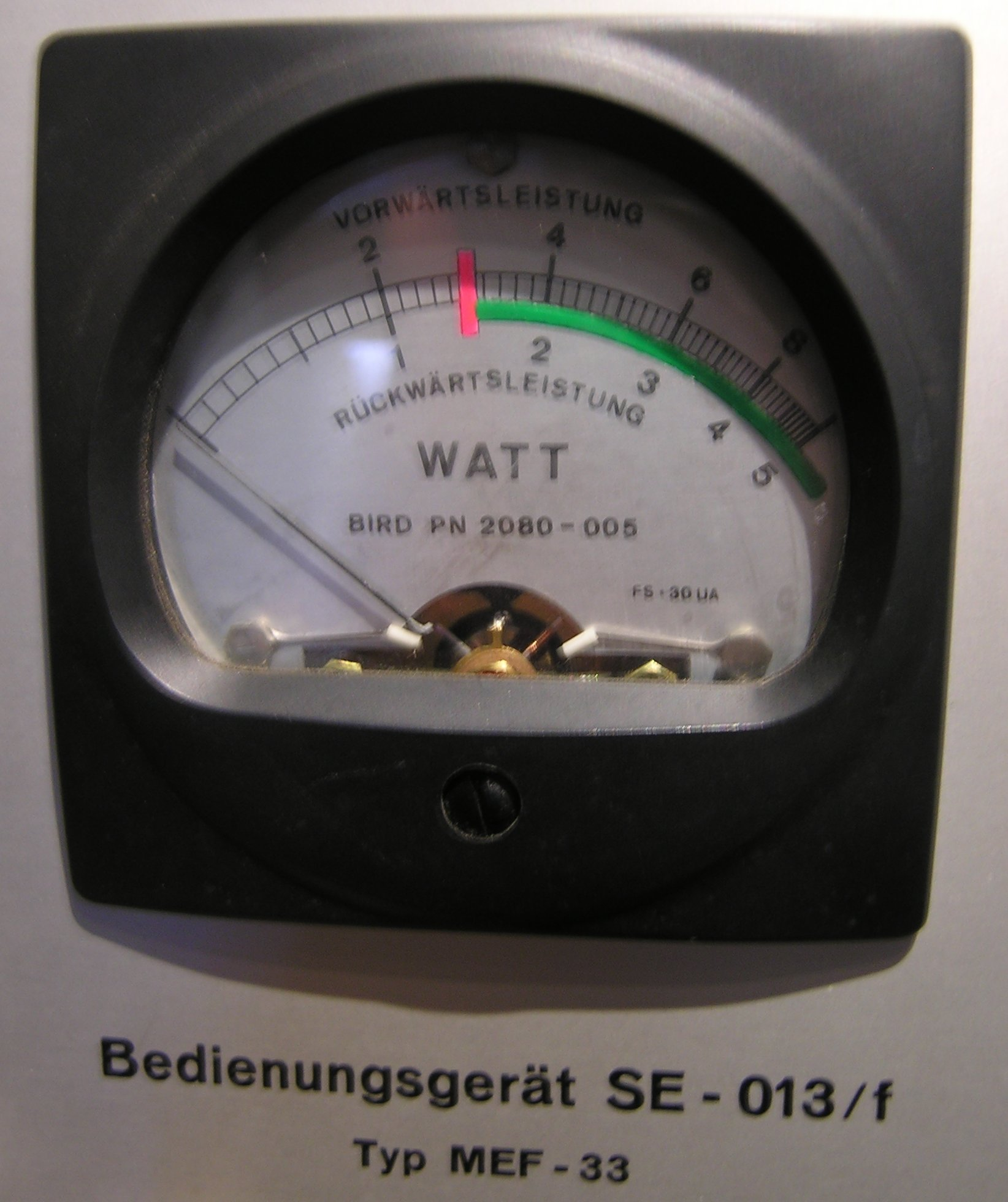
Wattímetre.

Un Wattímetre és un aparell usat en l'electrotècnia per mesurar la potència elèctrica en una part del circuit. El seu nom ve del fet que, al Sistema Internacional, la unitat de mesura de la potència és el Watt. Aquest aparell té dues direccions, la vertical i l'horitzontal. En la vertical la intensitat que hi circula és 0 i en horitzontal la diferència de potencial és nul·la.